# شلی پرستون
شلی پرستون (به انگلیسی: Shelley Preston) (زاده ۱۴ مهٔ ۱۹۶۴) خوانندهٔ انگلیسی است.
او قبلاً عضو گروه باکس فیز بود.